# Onorificenze britanniche
Elenco delle onorificenze, degli ordini di merito e cavallereschi distribuiti del Regno Unito, alcuni dei quali vennero già distribuiti anche nell'Impero Britannico e nel Commonwealth. Il sistema di precedenze degli ordini cavallereschi è attualmente identico in tutti i regni che compongono difatti il Regno Unito (Inghilterra, Scozia, Irlanda del Nord) anche se in passato i tre regni avevano sistemi separati di onorificenze con diverse precedenze. Le uniche distinzioni di precedenza che oggi vengono mantenute sono unicamente relative all'aristocrazia, mentre dall'istituzione del Regno Unito all'inizio del XIX secolo i tre sistemi di ordini cavallereschi sono stati unificati.
Inizialmente il sistema delle onorificenze era identico per tutti i paesi facenti parte dell'impero coloniale britannico e tale rimase sino al 1975 quando i maggiori paesi del Commonwealth disposero nuovi ordini di precedenza.

## Regno Unito

### Ordini cavallereschi
Il Gran Maestro dell'ordine è il monarca d'Inghilterra, che assurge anche al ruolo di sovrano del Regno Unito e ha assoluta precedenza su tutti i cavalieri di tutti gli ordini.
| Nastro | Nome                                              | Post-Nominale              | Anno di fondazione | Sovrano fondatore                            |
| ------ | ------------------------------------------------- | -------------------------- | ------------------ | -------------------------------------------- |
|        | Nobilissimo Ordine della Giarrettiera             | KG/LG                      | 1348               | Edoardo III d'Inghilterra                    |
|        | Antichissimo e Nobilissimo Ordine del Cardo       | KT/LT                      | 1687               | Giacomo II d'Inghilterra                     |
|        | Illustrissimo Ordine di San Patrizio (quiescente) | KP                         | 1783               | Giorgio III                                  |
|        | Onorevolissimo Ordine del Bagno                   | GCB KCB/DCB CB             | 1725               | Giorgio I                                    |
|        | Distintissimo Ordine di San Michele e San Giorgio | GCMG KCMG/DCMG CMG         | 1818               | Giorgio, principe di Galles (poi Giorgio IV) |
|        | Ordine per il Servizio Distinto                   | DSO                        | 1886               | Vittoria                                     |
|        | Ordine Reale Vittoriano                           | GCVO KCVO/DCVO CVO LVO MVO | 1896               | Vittoria                                     |
|        | Ordine al Merito                                  | OM                         | 1902               | Edoardo VII                                  |
|        | Ordine del Servizio Imperiale                     | ISO                        | 1902               | Edoardo VII                                  |
|        | Eccellentissimo Ordine dell'Impero Britannico     | GBE KBE/DBE CBE OBE MBE    | 1917               | Giorgio V                                    |
|        | Ordine dei Compagni d'Onore                       | CH                         | 1917               | Giorgio V                                    |

### Altri ordini
| Nastro | Nome                                                                                | Post-Nominale                                                           | Anno di fondazione |
| ------ | ----------------------------------------------------------------------------------- | ----------------------------------------------------------------------- | ------------------ |
|        | Venerabilissimo Ordine dell'Ospedale di San Giovanni di Gerusalemme (tutti i gradi) | (GCStJ, KStJ/DStJ, CStJ/ChStJ, OStJ, MStJ, EsqStJ, solo ad uso interno) | 1831               |
|        | Knight Bachelor                                                                     | (Kt)                                                                    | -                  |

### Decorazioni di merito
| Nastro | Onorificenza                           | Post-nominale |
| ------ | -------------------------------------- | ------------- |
|        | Victoria Cross                         | VC            |
|        | George Cross                           | GC            |
|        | Conspicuous Gallantry Cross            | CGC           |
|        | Royal Red Cross (I classe, Membro)     | RRC           |
|        | George Medal                           | GM            |
|        | Distinguished Service Cross            | DSC           |
|        | Military Cross                         | MC            |
|        | Distinguished Flying Cross             | DFC           |
|        | Sea Gallantry Medal                    | SGM           |
|        | Queen's Gallantry Medal                | QGM           |
|        | Air Force Cross                        | AFC           |
|        | Royal Red Cross (II classe, Associato) | ARRC          |

### Medaglie di campagne
Le onorificenze commemorative per campagne di guerra ed operazioni militari britanniche sono conferite a membri delle forze armate britanniche, forze armate alleate e civili che hanno prestato servizio o partecipato in specifiche campagne militari. Esempi ne sono la Defence Medal, per la difesa nazionale e la Atlantic Star per il servizio in Atlantico, nella seconda guerra mondiale.

### Ordini della famiglia reale
| Nastro | Nome                                                                | Post-Nominale | Anno di fondazione | Sovrano fondatore |
| ------ | ------------------------------------------------------------------- | ------------- | ------------------ | ----------------- |
|        | Ordine della famiglia reale di re Giorgio IV (quiescente)           | -             | 1811/1820          | Giorgio IV        |
|        | Ordine Reale di Vittoria ed Alberto (quiescente)                    | VA            | 1864               | Vittoria          |
|        | Ordine della famiglia reale di re Edoardo VII (quiescente)          | -             | 1901               | Edoardo VII       |
|        | Ordine della famiglia reale di Re Giorgio V (quiescente)            | -             | 1911               | Giorgio V         |
|        | Ordine della famiglia reale di Re Giorgio VI (quiescente)           | -             | 1937               | Giorgio VI        |
|        | Ordine della famiglia reale della Regina Elisabetta II (quiescente) | -             | 1952               | Elisabetta II     |
|        | Ordine della famiglia reale di Re Carlo III                         | -             | 2024               | Carlo III         |

### Medaglie commemorative d'incoronazioni e giubilei
| Nastro | Onorificenza                                                        | Post-nominale |
| ------ | ------------------------------------------------------------------- | ------------- |
|        | Medaglia del giubileo d'oro della regina Vittoria (1887)            | -             |
|        | Medaglia del giubileo di diamante della regina Vittoria (1897)      | -             |
|        | Medaglia dell'incoronazione di re Edoardo VII (1901)                | -             |
|        | Medaglia del Delhi Durbar di re Edoardo VII (1903)                  | -             |
|        | Medaglia dell'incoronazione di re Giorgio V (1911)                  | -             |
|        | Medaglia del Delhi Durbar di re Giorgio V (1911)                    | -             |
|        | Medaglia del giubileo d'argento di re Giorgio V (1935)              | -             |
|        | Medaglia dell'incoronazione di re Edoardo VIII (non istituita)      | -             |
|        | Medaglia dell'incoronazione di re Giorgio VI (1937)                 | -             |
|        | Medaglia dell'incoronazione della regina Elisabetta II (1953)       | -             |
|        | Medaglia del giubileo d'argento della regina Elisabetta II (1977)   | -             |
|        | Medaglia del giubileo d'oro della regina Elisabetta II (2002)       | -             |
|        | Medaglia del giubileo di diamante della regina Elisabetta II (2012) | -             |
|        | Medaglia dell'incoronazione del Re Carlo III (2023)                 | -             |

## Regno di Hannover (1815-1866)
Il Gran Maestro degli Ordini era il sovrano del Regno Unito come Re di Hannover fino al 1837, poi il Re Hannover.
| Nastro | Nome                      | Post-Nominale | Anno di fondazione | Sovrano fondatore                               |
| ------ | ------------------------- | ------------- | ------------------ | ----------------------------------------------- |
|        | Ordine di San Giorgio     | -             | 1839               | Ernesto Augusto I di Hannover                   |
|        | Ordine Reale Guelfo       | GCH KCH KH    | 1815               | Giorgio, principe di Galles (poi re Giorgio IV) |
|        | Ordine di Ernesto Augusto | -             | 1865               | Giorgio V di Hannover                           |

## Raj Britannico (1877-1947)
Il Gran Maestro degli Ordini era il sovrano del Regno Unito come Imperatore d'India.
| Nastro | Nome                                      | Post-Nominale | Anno di fondazione | Sovrano fondatore |
| ------ | ----------------------------------------- | ------------- | ------------------ | ----------------- |
|        | Esaltatissimo Ordine della Stella d'India | GCSI KCSI CSI | 1861               | Vittoria          |
|        | Eminentissimo Ordine dell'Impero Indiano  | GCIE KCIE CIE | 1878               | Vittoria          |
|        | Ordine Imperiale della Corona d'India     | CI            | 1878               | Vittoria          |

### Decorazioni di merito
| Nastro | Nome                         | Post-Nominale | Anno di fondazione | Sovrano fondatore |
| ------ | ---------------------------- | ------------- | ------------------ | ----------------- |
|        | Ordine al merito indiano     | IOM           | 1837               | Vittoria          |
|        | Ordine dell'India britannica | OBI           | 1837               | Vittoria          |
|        | Kaisar-i-Hind                | -             | 1900               | Vittoria          |

### Medaglie commemorative e di benemerenza
| Nastro | Nome                                                  | Anno di fondazione | Sovrano fondatore |
| ------ | ----------------------------------------------------- | ------------------ | ----------------- |
|        | Prince of Wales Medal                                 | 1876               | -                 |
|        | Empress of India Medal                                | 1877               | -                 |
|        | Medaglia della visita del principe di Galles in India | 1922               | -                 |
|        | Medaglia dell'indipendenza dell'India                 | 1948               | -                 |
|        | Medaglia dell'indipendenza del Pakistan               | 1949               | -                 |

## Birmania britannica (1940-1947)
Il Gran Maestro dell'Ordine era il sovrano del Regno Unito.
| Nastro | Nome               | Post-Nominale | Anno di fondazione | Sovrano fondatore |
| ------ | ------------------ | ------------- | ------------------ | ----------------- |
|        | Ordine di Birmania | OB            | 1940               | Giorgio VI        |

### Decorazioni di merito
| Nastro | Nome                       | Post-Nominale | Anno di fondazione | Sovrano fondatore |
| ------ | -------------------------- | ------------- | ------------------ | ----------------- |
|        | Medaglia al valore birmano | BGM           | 1940               | Giorgio VI        |